# Saint-Georges-de-Gréhaigne
Saint-Georges-de-Gréhaigne (bretonisch: Sant-Jord-Grehan, Gallo: Saent-Jord-de-Gerhaènn) ist eine französische Gemeinde mit 377 Einwohnern (Stand: 1. Januar 2022) im Département Ille-et-Vilaine in der Region Bretagne. Sie gehört zum Arrondissement Saint-Malo und zum Kanton Dol-de-Bretagne. Die Einwohner werden Gréhaignois genannt.

## Geographie
Saint-Georges-de-Gréhaigne liegt etwa 38 Kilometer ostsüdöstlich von Saint-Malo an der Grenze zum Département Manche. Umgeben wird Saint-Georges-de-Gréhaigne von den Nachbargemeinden Beauvoir im Norden und Nordosten, Pontorson im Osten, Pleine-Fougères im Süden, Sains im Südwesten sowie Roz-sur-Couesnon im Westen und Nordwesten.

## Bevölkerungsentwicklung
| Jahr                       | 1962 | 1968 | 1975 | 1982 | 1990 | 1999 | 2006 | 2013 | 2020 |
| Einwohner                  | 429  | 377  | 357  | 348  | 386  | 380  | 359  | 375  | 371  |
| Quellen: Cassini und INSEE |      |      |      |      |      |      |      |      |      |

## Sehenswürdigkeiten
- Kirche Saint-Georges aus dem 11. Jahrhundert, als Priorei gegründet, seit 1926 Monument historique, siehe auch das Bleiglasfenster in der Kirche: Kreuzigungsfenster (Saint-Georges-de-Gréhaigne)

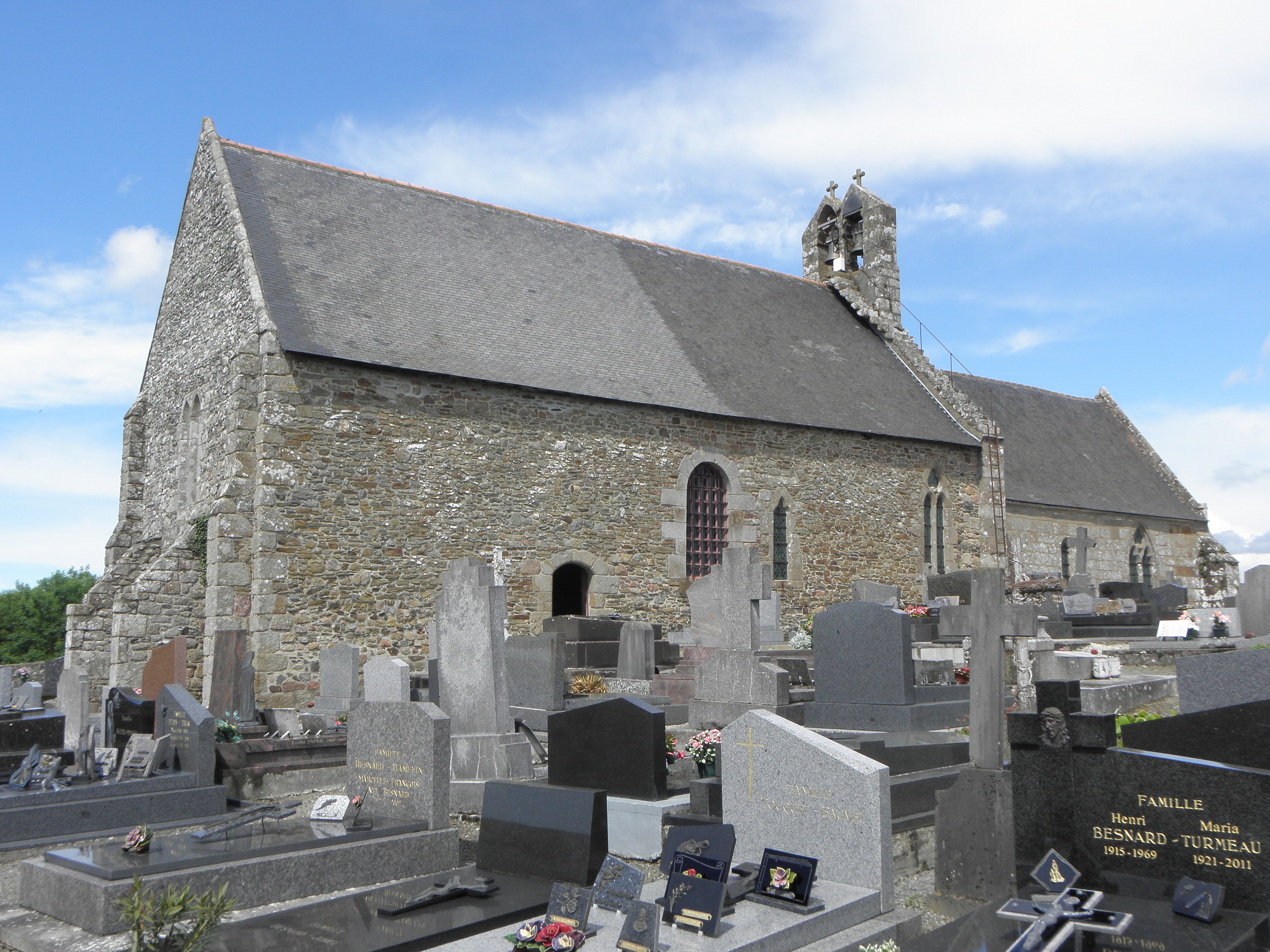
Kirche Saint-Georges
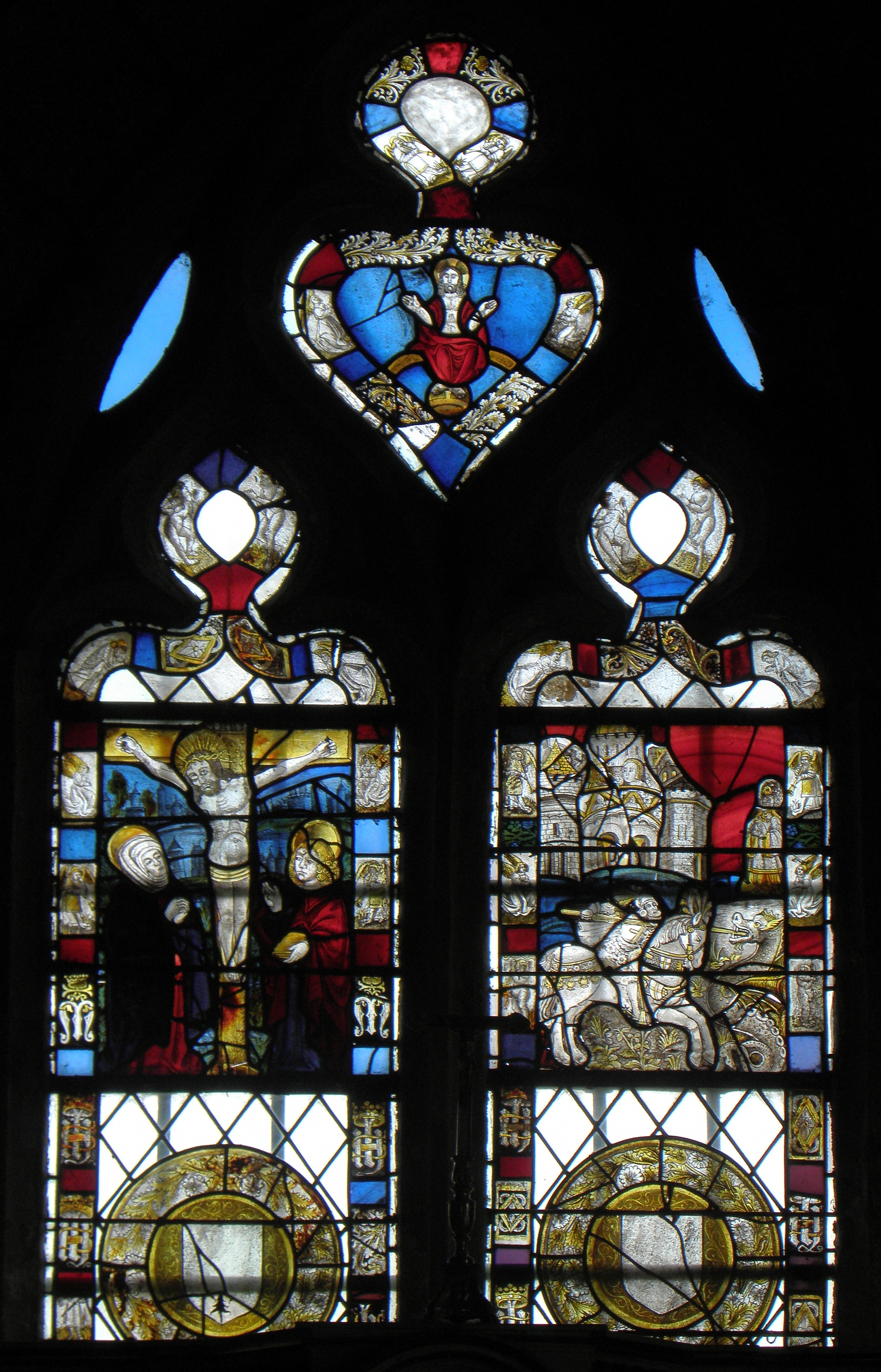
Kreuzigungsfenster
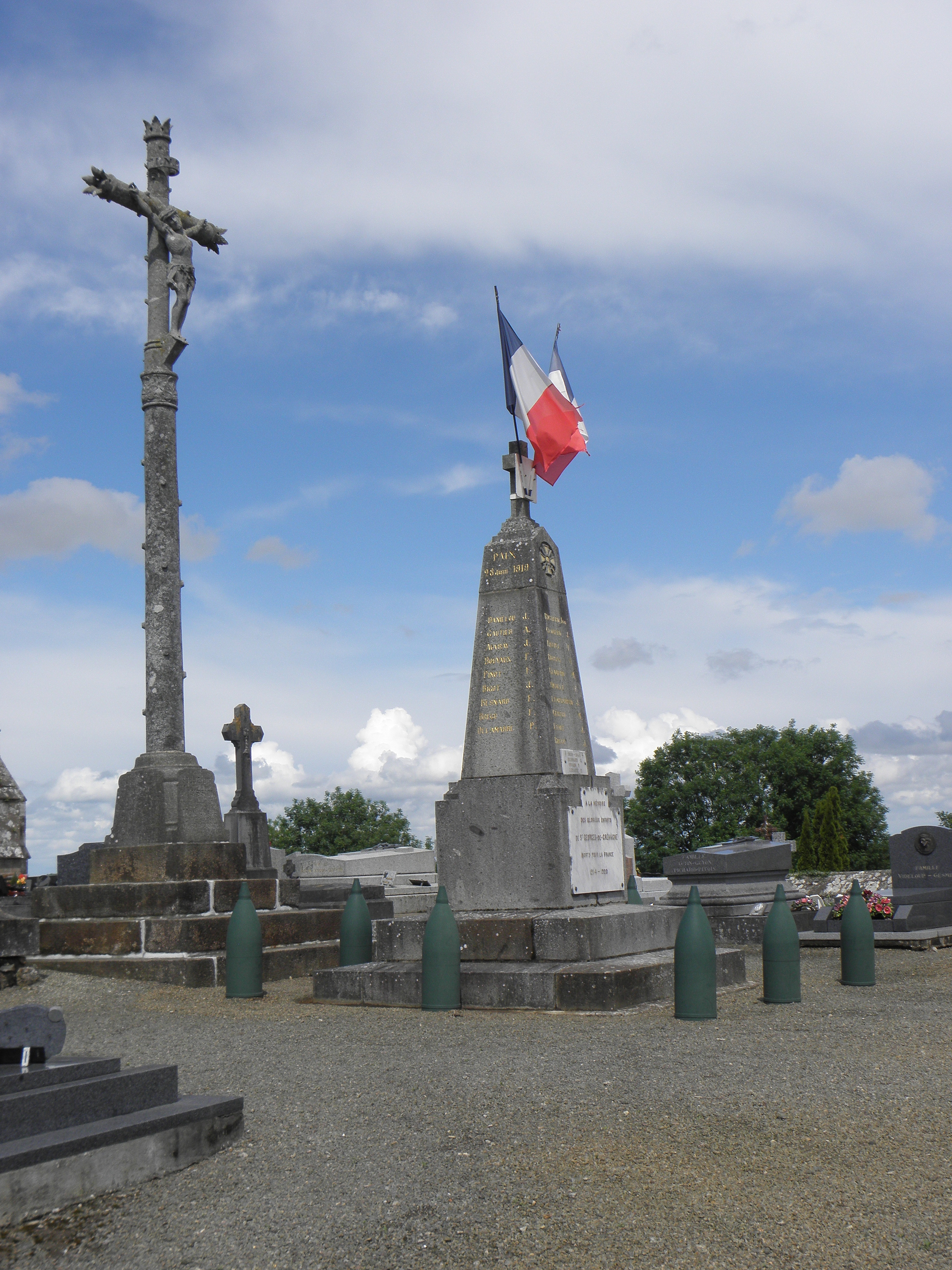
Gefallenendenkmal und Monumentalkreuz